# Warren Cuccurullo
Warren Cuccurullo (Brooklyn, 8 dicembre 1956) è un chitarrista statunitense.

## Biografia
La famiglia era originaria di Nocera Inferiore, il nome Warren deriva da quello del nonno, Guerino.
Inizia a suonare la chitarra a nove anni e viene lanciato come musicista da Frank Zappa. Nel 1981, con il batterista Terry Bozzio fonda il gruppo Missing Persons, ricordato per il brano Destination Unknown. Nel 1986 inizia la sua collaborazione con i Duran Duran, di cui è membro ufficiale dal 1989 al 2001. Pur distaccandosi nettamente dall'ambiente musicale legato a Zappa, riesce ad ottenere consensi sia di pubblico che di critica.
Cuccurullo si è distinto anche per originali quanto bizzarre passioni: culturismo, gastronomia/imprenditoria (possiede un ristorante a Santa Monica, al 3009 di Main Street, chiamato Via Veneto, in omaggio alle origini italiane), mondo della pornografia ed esibizionismo. Conosciuto anche per essere assai spregiudicato nelle interviste, nel 2000 ha persino accettato di posare nudo per una rivista gay brasiliana, G Magazine, e le sue foto sono diventate oggetto di scambio sul web, tanto da indurlo a fondare un proprio sito personale.

## Discografia

### Album
- Baby Snakes
- Joe's Garage Acts I, II, and III
- Shut Up 'n Play Yer Guitar
- Tinsel Town Rebellion
- Any Way The Wind Blows
- You Can't Do That on Stage Anymore volume 1
- You Can't Do That on Stage Anymore volume 4
- You Can't Do That on Stage Anymore volume 6
- Guitar
- You Can't Do That on Stage Anymore Sampler
- Strictly Commercial
- Frank Zappa: A Memorial Tribute
- Have I Offended Someone? (Catholic Girls)
- Son Of Cheep Thrills (Love Of My Life)

### Album in studio
- 1986 - Notorious
- 1988 - Big Thing
- 1990 – Liberty
- 1993 – Duran Duran (The Wedding Album)
- 1995 - Thank You
- 1997 – Medazzaland
- 2000 – Pop Trash

### Discografia con i Missing Persons
- Missing Persons [EP] (1982)
- Spring Session M (1982)
- Rhyme & Reason (1984)
- Color in Your Life (1986)
- The Best of Missing Persons (1987)

### Discografia solista
- 1995 - Thanks to Frank
- 1997 - Machine Language
- 1998 - Roadrage
- 2000 - The Blue
- 2003 - Trance Formed
- 2009 - Playing in Tongues
- 2015 - n'liten up
- 2019 - Missing Person

### Discografia con i TV Mania
- 2013 - Bored with Prozac and the Internet?